# Tragiscoschema elegantissimum
Tragiscoschema elegantissimum är en skalbaggsart som beskrevs av Stefan von Breuning 1934. Tragiscoschema elegantissimum ingår i släktet Tragiscoschema och familjen långhorningar.
Artens utbredningsområde är Kenya. Inga underarter finns listade i Catalogue of Life.